# Aleksiej Niedogonow
Aleksiej Iwanowicz Niedogonow (ros. Алексей Иванович Недогонов, ur. 1 listopada 1914 we wsi Gruszewsk w okolicach Rostowa, zm. 13 marca 1948 w Moskwie) – rosyjski poeta liryczny.

## Życiorys
W 1939 ukończył studia w Instytucie Literackim im. Maksyma Gorkiego i rozpoczął służbę wojskową, którą zakończył dopiero w 1946. Od 1942 był członkiem partii komunistycznej.
Pierwsze utwory publikował w prasie w 1934. Przedstawiał w nich piękno pracy człowieka i żołnierskiego życia. Od 1945 należał do nielicznych poetów, którzy poruszali problem powrotu byłych żołnierzy frontowych do rodzinnych domów i ich przystosowaniu się do życia w warunkach pokojowych. Utwór Niedogonowa Flaga nad radą wiejską został w 1947 uhonorowany nagrodą państwową ZSRR. Pisał w sposób niezwykle podniosły, co w późniejszym okresie stało się przyczyną krytykowania jego twórczości. Za życia nie wydał ani jednego tomiku. Pierwszy tomik jego poezji – Zwykli ludzie, ukazał się pośmiertnie w 1948.
Zmarł wskutek potrącenia przez tramwaj, na jednej z moskiewskich ulic. Pochowany na cmentarzu Wagańkowskim.

## Tomiki poezji
- 1948: Простые люди (Zwykli ludzie)
- 1949: Избранное (Wiersze wybrane).
- 1964: Лирика (Liryka, wstęp: W.Telpugowa).
- 1971: В открытом бою. Флаг над сельсоветом. Стихи и поэмы (W otwartym boju. Flaga nad radą wiejską, opr. K.Pozdniajew)